# 福永喜助
福永 喜助（ふくなが きすけ、生没年不詳）は、幕末の長州藩家臣。通称は喜助。諱は喬久。

## 生涯
福永氏は出雲国の戦国大名・尼子氏の末裔とされ、後に毛利氏に仕えて長州藩士となっていたとされる。喜助は幕末長州藩の討幕派として活動していたとされる。
薩摩藩と長州藩との対立においては、土佐藩脱藩浪人の坂本龍馬や中岡慎太郎の斡旋もあり、自宅を会談場所として提供するなど、薩長同盟の成立に寄与した。